# Modello di Kronig-Penney
Questo modello di cristallo unidimensionale è utile per capire la teoria delle bande.
Il modello è stato suggerito da Kronig e Penney nel 1930. Il problema
è considerato un elementare problema di meccanica quantistica.

## Ipotesi del modello
Il modello ipotizza una semplice
barriera quadrata per quanto riguarda il potenziale come quella mostrata nella figura di sotto.
dove {\displaystyle a\ } è la periodicità spaziale, {\displaystyle V_{o}\ } è l'altezza della barriera
e {\displaystyle b\ } è la sua dimensione.

## Leggi usate
Sostituendo tale potenziale nella equazione di Schrödinger
ed 
usando il teorema di Bloch dobbiamo trovare la sola soluzione per periodo spaziale, inoltre la soluzione deve essere continua e regolare. La soluzione cercata deve avere
infatti secondo tale teorema la forma:
{\displaystyle \psi (x)=e^{ikx}u(x)}, dove {\displaystyle u(x)} è la funzione di Bloch. Se si sostituisce questa funzione nella equazione di Schrödinger, il termine esponenziale si elide ed è quindi possibile trovare l'espressione di {\displaystyle u(x)}. Importante sottolineare la periodicitá della funzione di Bloch: essa deve soddisfare {\displaystyle u(x+a)=u(x)} (questa verrá quindi usata come condizione di contorno.)

## Separazione in due regioni di spazio
Possiamo distinguere due regioni nello spazio, all'interno di un periodo spaziale {\displaystyle a\ }
la prima compresa tra:
{\displaystyle 0<x<a-b:\,\!}
Dove l'equazione l'Equazione di Schrödinger si scrive semplicemente:
{\displaystyle {-\hbar ^{2} \over 2m}{\frac {\partial ^{2}\psi }{\partial x^{2}}}=E\psi \,\!}
e quindi la soluzione generale è:
{\displaystyle \Rightarrow \psi =Ae^{i\alpha x}+A'e^{-i\alpha x}\quad \left(\alpha ^{2}={2mE \over \hbar ^{2}}\right)\,\!}
Mentre nella regione dove vi è il potenziale attrattivo {\displaystyle V_{o}\ }:
{\displaystyle -b<x<0:\,\!}
{\displaystyle {-\hbar ^{2} \over 2m}{\frac {\partial ^{2}\psi }{\partial x^{2}}}=(E+V_{0})\psi \,\!}
{\displaystyle {\frac {\partial ^{2}\psi }{\partial x^{2}}}+\beta ^{2}\psi =0\quad \left(\beta ^{2}={2m(E+V_{0}) \over \hbar ^{2}}\right).\,\!}
{\displaystyle \Rightarrow \psi =Be^{i\beta x}+B'e^{-i\beta x}\,\!}
Con semplice artificio matematico possiamo scrivere per la prima regione:
{\displaystyle \psi (0<x<a-b)=Ae^{i\alpha x}+A'e^{-i\alpha x}=e^{ikx}\cdot \left(Ae^{i(\alpha -k)x}+A'e^{-i(\alpha +k)x}\right)\,\!}
{\displaystyle \Rightarrow u(0<x<a-b)=Ae^{i(\alpha -k)x}+A'e^{-i(\alpha +k)x}.\,\!}
e per la seconda:
{\displaystyle \psi (-b<x<0)=Be^{i\beta x}+B'e^{-i\beta x}=e^{ikx}\cdot \left(Be^{i(\beta -k)x}+B'e^{-i(\beta +k)x}\right)\,\!}
{\displaystyle \Rightarrow u(-b<x<0)=Be^{i(\beta -k)x}+B'e^{-i(\beta +k)x}.\,\!}

## Continuità e regolarità della funzione d'onda
Imporre che la funzione d'onda, soluzione dell'equazione di Schrödinger, sia continua e regolare, equivale a dire che all'interfaccia
delle due regioni le due {\displaystyle u(x)\ } devono coincidere, così come le loro derivate, cioè:
{\displaystyle u(0^{-})=u(0^{+})\quad u'(0^{-})=u'(0^{+})\quad u(-b)=u(a-b)\qquad u'(-b)=u'(a-b).\,\!}
Si osserva che, come giá anticipato nel primo paragrafo, la terza e quarta condizione derivano proprio dalla periodicitá della funzione di Bloch. Ricordiamo inoltre che {\displaystyle \psi (x)\in C^{1}}, altrimenti non avrebbe senso discutere nessun osservabile fisico dipendente dalla derivata della funzione d'onda (per esempio non avrebbe senso parlare di quantitá di moto)
Tali quattro condizioni scritte in forma matriciale:
{\displaystyle {\begin{pmatrix}1&1&-1&-1\\\alpha &-\alpha &-\beta &\beta \\e^{i(\alpha -k)(a-b)}&e^{-i(\alpha +k)(a-b)}&-e^{-i(\beta -k)b}&-e^{i(\beta +k)b}\\(\alpha -k)e^{i(\alpha -k)(a-b)}&-(\alpha +k)e^{-i(\alpha +k)(a-b)}&-(\beta -k)e^{-i(\beta -k)b}&(\beta +k)e^{i(\beta +k)b}\end{pmatrix}}{\begin{pmatrix}A\\A'\\B\\B'\end{pmatrix}}={\begin{pmatrix}0\\0\\0\\0\end{pmatrix}}.\,\!}
Perché la soluzione sia non banale occorre che il determinante della matrice sia nullo. Scrivendo
tale determinante e facendo delle esemplificazioni non riportate:
{\displaystyle \cos(ka)=\cosh(\beta b)\cos[\alpha (a-b)]-{\alpha ^{2}+\beta ^{2} \over 2\alpha \beta }\sinh(\beta b)\sin[\alpha (a-b)].\,\!}

## Relazione di dispersione approssimata
Se facciamo l'ipotesi che la dimensione spaziale della barriera sia molto piccola, rispetto
alla periodicità spaziale, mentre l'altezza della barriera è grande:
{\displaystyle b\rightarrow 0\ ;\ V_{0}\rightarrow \infty \ ;\ V_{0}b=\mathrm {costante} \,\!}
{\displaystyle \Rightarrow \beta ^{2}b=\mathrm {costante} \ ;\ \alpha ^{2}b\rightarrow 0\,\!}
Possiamo ora utilizzare uno sviluppo in serie di Taylor al primo termine ed otteniamo:
{\displaystyle \beta b\rightarrow 0\ ;\ \sin(\beta b)\rightarrow \beta b\ ;\ \cos(\beta b)\rightarrow 1.\,\!}

Possiamo quindi riscrivere l'espressione precedente come:
{\displaystyle \cos(ka)=\cos(\alpha a)-P{\sin(\alpha a) \over \alpha a}\qquad \left(P={\beta ^{2}ab \over 2}\right)\,\!}
{\displaystyle P\ } è un termine adimensionale che quantifica la barriera di energia.
Per {\displaystyle P\rightarrow 0\ }  si ha la particella libera, infatti in tal caso:
{\displaystyle k=\alpha \ }
e di conseguenza:
{\displaystyle k^{2}={2mE \over \hbar ^{2}}\ }
Mentre per
{\displaystyle P\rightarrow \infty \ } si ha la particella completamente legata.
Nel caso generale dovendo essere 
{\displaystyle \cos(ka)\ } compreso tra {\displaystyle -1\ } e {\displaystyle 1\ } vi
sono dei valori {\displaystyle \alpha a\ } per cui non ci sono soluzioni reali di {\displaystyle k\ }
. Queste regioni corrispondono alle bande proibite poiché non risolvendo il determinante imponendo una dipendenza delle equazioni, il sistema si risolve solamente per coefficienti tutti nulli (A,B,C,D=0). Questo implica una equazione d'onda identicamente nulla e quindi per questi valori di k non si trovano elettroni.

### Un caso particolareP=3{\displaystyle P=3}

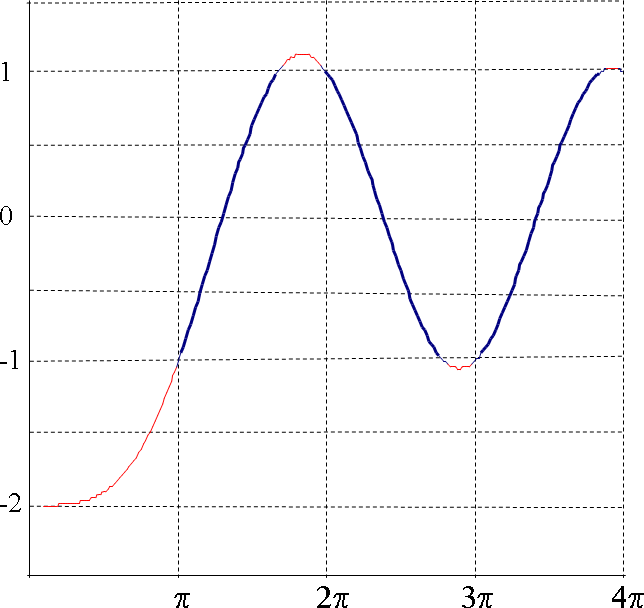
Disegno del termine a destra in funzione di
della eq[1] per, sono disegnati in rosso le zone fuori dall'intervallo -1,+1

Consideriamo un caso particolare P=3 e grafichiamo
la parte destra di tale equazione in funzione di {\displaystyle \alpha a\ }. Come è evidente
dalla figura per {\displaystyle 0\leq \alpha a\ \leq \pi } non vi è nessun k che sia soluzione del problema e così di seguito. Possiamo quindi per ciascuno valore di {\displaystyle \alpha a\ } che
ammette soluzione trovare il corrispondente k. Se facciamo una tale semplice inversione della
funzione trigonometrica possiamo trovare la relazione che lega l'energia della particella
a k. Che è mostrata nella seconda figura.

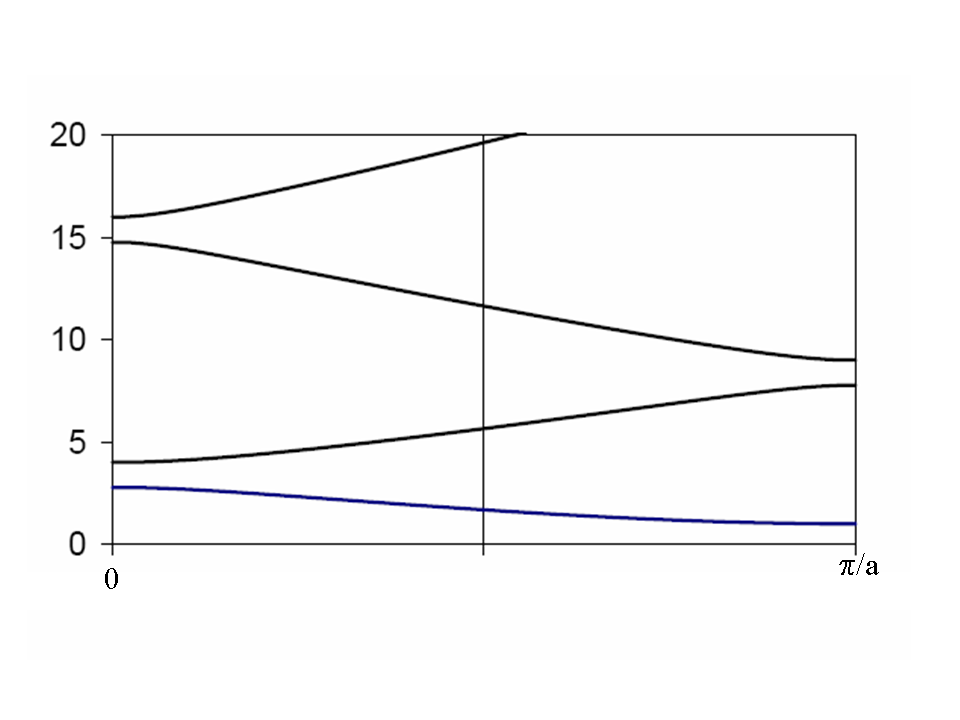
Relazione tra l'energia asse verticale in unità
di in funzione di k nella rappresentazione ridotta simmetrica

Si_preferisce utilizzare la rappresentazione ridotta alla prima zona di Brillouin
che nel caso unidimensionale corrisponde a semplicemente {\displaystyle -\pi /a\leq k\leq \pi /a\ }.
Cioè ai numeri d'onda al di fuori dell'intervallo si somma un vettore {\displaystyle n\pi /a\ } in maniera da riportare k all'interno dell'intervallo di rappresentazione. Inoltre a causa della simmetria attorno all'origine di k si rappresenta solo k positivi. La curva mostra la presenza di
quattro bande di energia separate da zone proibite, cioè le particelle non possono possedere
energia in tale intervallo di valori. Notare che l'energia viene rappresentata in figura in 
forma adimensionale dividendo il valore per  {\displaystyle \pi ^{2}\hbar ^{2}/2a^{2}m\ }.
Il modello di Kronig-Penney è ideale, in quanto vale per un reticolo unidimensionale ed utilizza una forma del potenziale molto semplice ed idealizzata. In ogni caso in esso
si trovano le proprietà di modelli più realistici delle bande.